# Antoine Xavier Gabriel de Gazeau
Antoine Xavier Gabriel de Gazeau, dit Tancrède de Gazeau, ou Tancrède de La Bouëre, né le 1er avril 1800 à Jallais et mort le 1er avril 1881 à La Tronche, est un peintre français.

## Biographie
Antoine Xavier Gabriel de Gazeau, est le fils d'Armand Modeste de Gazeau, comte de la Bouëre (1765-1847) et d'Antoinette-Charlotte Le Duc.
Élève de François Édouard Picot et de Christian Brune, il expose au Salon de 1827 à 1870.
Capitaine d'état-major, il accède au rang de chevalier de la Légion d'honneur en 1823 ainsi qu'au grade de chevalier de l'Ordre de Saint-Ferdinand.
Comte de la Bouëre, il épouse en 1834 Gertrude de Coriolis. Devenu veuf, il épouse en secondes noces, à Grenoble en 1863, Marie Falquet de Planta (1836-1908).
Il meurt à son domicile de La Tronche, à l'âge de 81 ans.

## Œuvres exposées aux Salons parisiens
- Vue prise à Pierrefitte (Hautes-Pyrénées), au Salon de 1827
- Alger, vue prise de la route de Bélida, au Salon de 1831
- Études faites en France, en Italie et en Afrique, au Salon de 1831
- Campagne d'Alger ; effet de soleil couchant, au Salon de 1835
- Matinée d'automne ; des femmes de Cauterano font sécher du maïs, au Salon de 1835
- Île sacrée de Philae, en Nubie, au Salon de 1839
- Les Marais Pontins, au Salon de 1839
- Ruines du palais de Karnak, à Thèbes, au Salon de 1841
- Vue prise de la Villa d'Est à Tivoli, au Salon de 1842
- Campagne de Rome ; la moisson, au Salon de 1844
- Désert de Suez, au Salon de 1844
- La Fabrique du Poussin, au Salon de 1845, étude
- Le Vent du désert ; plaine de Memphis, au Salon de 1846
- La Vallée des tombeaux, au Salon de 1850
- Une villa aux environs de Rome, au Salon de 1864
- Intérieur du Généralife à Grenade, au Salon de 1866, gouache
- La Antigua, à Valladolid, au Salon de 1866, gouache
- Étude à Sorrente, au Salon de 1867
- L'Alhambra ; vue prise des ruines de l'Albaycin, au Salon de 1867
- Le Généralife et l'Alhambra, au Salon de 1868, aquarelle
- Ruines du théâtre de Taormina ; Sicile, au Salon de 1869
- Entrée du Généralife, au Salon de 1869
- Environs de l'Alhambra, au Salon de 1870

## Distinctions
- Chevalier de la Légion d'honneur (1823)
- Chevalier de Saint-Ferdinand